# 湖南平和堂
湖南平和堂实业有限公司，为日本株式会社平和堂与湖南省国际经济开发（集团）公司、日本小泉服装株式会社共同兴办的中日合资企业，标志性建筑物为“湖南平和堂商贸大厦”。
湖南平和堂实业是湖南省最早一家中外合资商业企业。公司位于长沙市天心区境内，地处黄兴路中段五一路与黄兴路交界处东南角，紧邻五一广场。公司于1998年11月8日正式对外开业，商场营业面积51,800平方米，是一家以商业零售为主，集餐饮、休闲、文化娱乐、办公写字楼于一体综合性服务商。